# Matthew Martin (hockey sur glace, 1989)
Pour les articles homonymes, voir Matt Martin.
Matthew Bryan Martin, dit Matt Martin, (né le 8 mai 1989 à Windsor en Ontario au Canada) est un joueur professionnel canadien de hockey sur glace. Il évolue au poste d'ailier gauche.

## Biographie
Matt Martin a joué trois saisons en tant que junior avec le Sting de Sarnia de la Ligue de hockey de l'Ontario. Au terme de sa deuxième saison, il est choisi par les Islanders de New York au 148e rang de la cinquième ronde du repêchage d'entrée de 2008 dans la Ligue nationale de hockey. Il devient professionnel lors de la saison 2009-2010 en jouant pour les Sound Tigers de Bridgeport, club-école des Islanders dans la Ligue américaine de hockey. En février 2010, il joue son premier match dans la LNH lors d'un match des Islanders contre les Predators de Nashville ; il réalise deux aides dans le match en tant que premiers points dans la ligue.
Le 1er juillet 2016, il signe un contrat de 4 ans à titre de joueur autonome avec les Maple Leafs de Toronto.
Le 3 juillet 2018, il est échangé aux Islanders de New York en retour du gardien Eamon McAdam.

## Statistiques
| Saison     | Équipe                     | Ligue      |     | Saison régulière | Saison régulière | Saison régulière | Saison régulière | Saison régulière |   | Séries éliminatoires | Séries éliminatoires | Séries éliminatoires | Séries éliminatoires | Séries éliminatoires |
| Saison     | Équipe                     | Ligue      | PJ  | B                | A                | Pts              | Pun              | PJ               | B | A                    | Pts                  | Pun                  |                      |                      |
| 2006-2007  | Sting de Sarnia            | LHO        | 39  | 3                | 3                | 6                | 52               | 4                | 0 | 0                    | 0                    | 0                    |                      |                      |
| 2007-2008  | Sting de Sarnia            | LHO        | 66  | 25               | 13               | 38               | 155              | 9                | 3 | 3                    | 6                    | 16                   |                      |                      |
| 2008-2009  | Sting de Sarnia            | LHO        | 61  | 35               | 30               | 65               | 142              | 5                | 3 | 0                    | 3                    | 10                   |                      |                      |
| 2009-2010  | Sound Tigers de Bridgeport | LAH        | 76  | 12               | 19               | 31               | 113              | 5                | 1 | 2                    | 3                    | 4                    |                      |                      |
| 2009-2010  | Islanders de New York      | LNH        | 5   | 0                | 2                | 2                | 26               | -                | - | -                    | -                    | -                    |                      |                      |
| 2010-2011  | Sound Tigers de Bridgeport | LAH        | 7   | 1                | 2                | 3                | 11               | -                | - | -                    | -                    | -                    |                      |                      |
| 2010-2011  | Islanders de New York      | LNH        | 68  | 5                | 9                | 14               | 147              | -                | - | -                    | -                    | -                    |                      |                      |
| 2011-2012  | Islanders de New York      | LNH        | 80  | 7                | 7                | 14               | 121              | -                | - | -                    | -                    | -                    |                      |                      |
| 2012-2013  | Islanders de New York      | LNH        | 48  | 4                | 7                | 11               | 63               | 6                | 1 | 0                    | 1                    | 14                   |                      |                      |
| 2013-2014  | Islanders de New York      | LNH        | 79  | 8                | 6                | 14               | 90               | -                | - | -                    | -                    | -                    |                      |                      |
| 2014-2015  | Islanders de New York      | LNH        | 78  | 8                | 6                | 14               | 114              | 7                | 0 | 1                    | 1                    | 12                   |                      |                      |
| 2015-2016  | Islanders de New York      | LNH        | 80  | 10               | 9                | 19               | 119              | 11               | 0 | 0                    | 0                    | 12                   |                      |                      |
| 2016-2017  | Maple Leafs de Toronto     | LNH        | 82  | 5                | 4                | 9                | 123              | 6                | 0 | 2                    | 2                    | 6                    |                      |                      |
| 2017-2018  | Maple Leafs de Toronto     | LNH        | 50  | 3                | 9                | 12               | 50               | -                | - | -                    | -                    | -                    |                      |                      |
| 2018-2019  | Islanders de New York      | LNH        | 67  | 6                | 8                | 14               | 53               | 8                | 0 | 0                    | 0                    | 0                    |                      |                      |
| 2019-2020  | Islanders de New York      | LNH        | 55  | 5                | 3                | 8                | 40               | 22               | 5 | 1                    | 6                    | 28                   |                      |                      |
| 2020-2021  | Islanders de New York      | LNH        | 54  | 6                | 5                | 11               | 36               | 19               | 1 | 1                    | 2                    | 43                   |                      |                      |
| 2021-2022  | Islanders de New York      | LNH        | 71  | 3                | 4                | 7                | 70               | -                | - | -                    | -                    | -                    |                      |                      |
| 2022-2023  | Islanders de New York      | LNH        | 81  | 7                | 12               | 19               | 63               | 6                | 1 | 0                    | 1                    | 16                   |                      |                      |
| 2023-2024  | Islanders de New York      | LNH        | 57  | 4                | 4                | 8                | 43               | 3                | 0 | 0                    | 0                    | 16                   |                      |                      |
| Totaux LNH | Totaux LNH                 | Totaux LNH | 955 | 81               | 95               | 176              | 1 158            | 88               | 8 | 5                    | 13                   | 147                  |                      |                      |